# Миколаївський Милецький чоловічий монастир
Миколаївський Милецький чоловічий монастир УПЦ (МП) — православний чоловічий монастир у селі Мильці Старовижівського району Волинської області, що контролюється УПЦ МП. Намісник — архімандрит Леонтій (Бурко).

## З історії монастиря

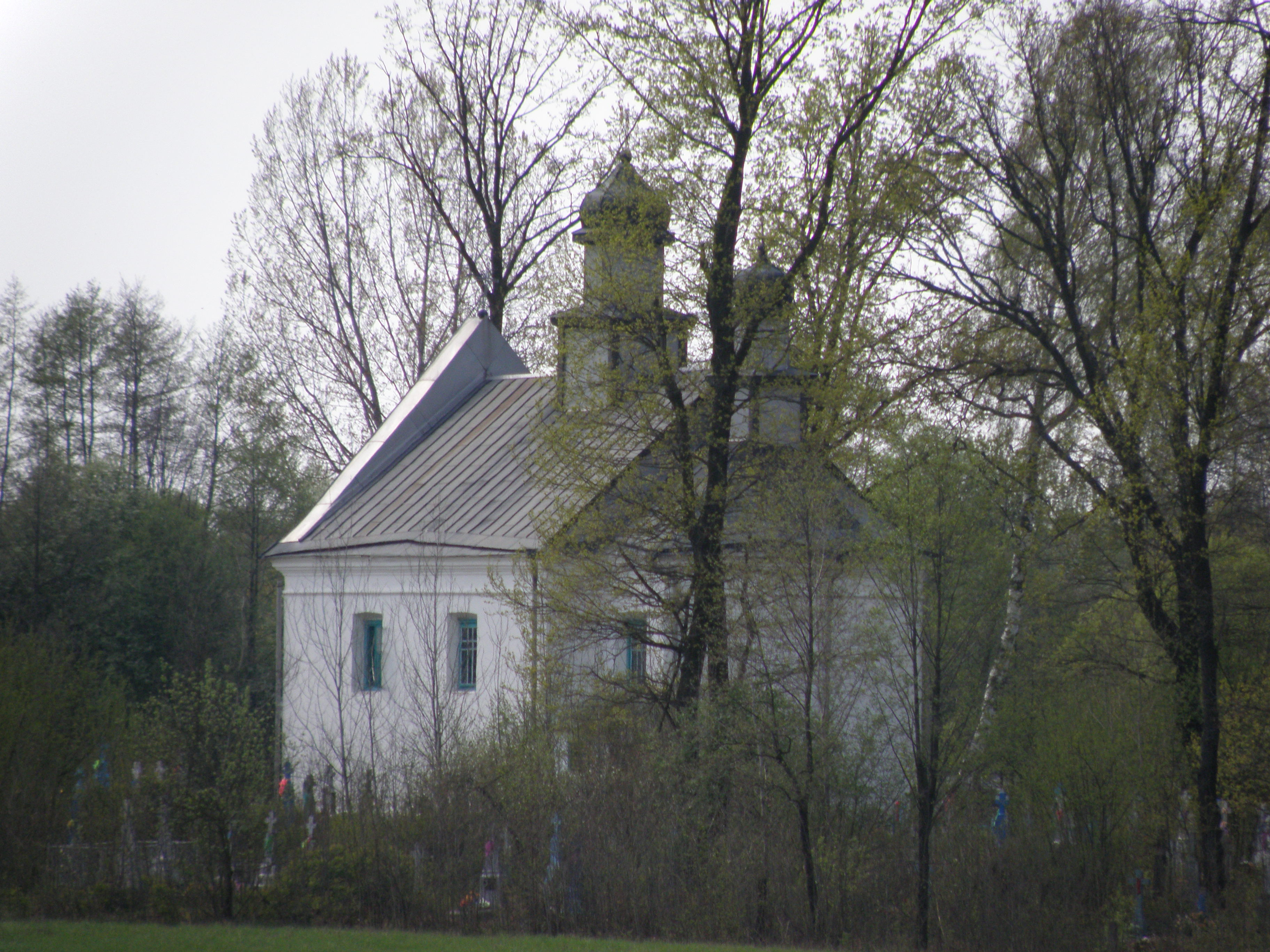
Приписна цвинтарна церква святого Онуфрія

За переказами, монастир заснований монахами Вербського монастиря. Перша письмова згадка про Милецький монастир датується 1522 роком і розповідає про те, що монастир є родинною обителлю князівського роду Сангушків. У 1532 році Милецький монастир згадується вже як існуючий. Архимандритом монастиря був Йосиф Чаплич-Шпановський. До 1707 року монастир був православним, з цього року в ньому запанувала унія. 
У 1713 році він був перейменований вищою церковною владою УГКЦ у Мілецьке абатство (по-місцевому «опатство»).
У 1839 році монастир був приєднаний до православної церкви. За штатним розписом 1842 року він був возведений у першокласний, і в ньому належало бути: настоятелю (архімандриту), наміснику-ієромонаху, восьми ієромонахам, чотирьом ієродияконам, трьом монахам, п'яти послушникам і 24 служителям. В 1914 році тут було братії 42 чоловіки. Під час Першої світової війни в 1915 році монастир був евакуйований до міста Харкова.
Після Німецько-радянської війни монастир закрили, а в його приміщеннях розмістилося спочатку сільськогосподарське училище, а згодом будинок—інтернат для інвалідів та престарілих. Богослужіння звершувалося тільки в Онуфріївському храмі на кладовищі, який став парафіяльним.
Розташована в кілометрі на південь від монастиря, церква святого Онуфрія Великого була споруджена братією обителі в 1723 році як каплиця, у XVIII столітті капітально відремонтована, у XIX столітті апсида і центральна частина покрівлі увінчані відповідно двома дерев'яними банями.
Монастир відроджений у 1994 році. До складу монастирського комплексу входять Миколаївська церква, споруджена 1542 року за сприяння князя Федора Сангушка, братський корпус з теплим храмом Преображення Господнього, дзвіниця, будинок настоятеля, господарські й допоміжні будівлі. Після відновлення монастиря Онуфріївський храм став приписним до обителі.

## Скит Різдва святого Іоанна Предтечі
З 2001 року монастир має філію — скит Різдва святого Іоанна Предтечі у Вербці. Скит заснований на місці Троїцького монастиря, ченці з якого, за переказами, заснували Мілецьку обитель.

## Архимандрити[5]

### Православний період
- Паїсій Іполитович Черкавський
- Йосиф Чаплич-Шпановський
- Стефан Гораїн

### Унійний період
- Гедеон Война-Оранський
- Діонісій Щуковський
- Інокентій Пєшкович
- Маркіян Головня
- Лев Шептицький
- Моргулець Йосиф Іван
- Флоріан Шашкевич
- Януарій Бистирий